# Estación Dalmacio Vélez Sársfield
Dalmacio Vélez Sarsfield es una estación ferroviaria ubicada en la localidad del mismo nombre en el Departamento General San Martín, Provincia de Córdoba, Argentina.
Fue inaugurada en 1911 por el Ferrocarril Central Argentino.

## Servicios
La estación corresponde al Ferrocarril General Bartolomé Mitre de la red ferroviaria argentina. No presta servicios de pasajeros desde 1977 . Sus vías e instalaciones están concesionadas a la empresa de cargas Nuevo Central Argentino.
Esta estación es una de las bases del Nuevo Central Argentino para sus servicios de cargas.